# Barrio la Esperanza
Barrio la Esperanza är en ort i Mexiko.   Den ligger i kommunen Candelaria Loxicha och delstaten Oaxaca, i den sydöstra delen av landet, 500 km sydost om huvudstaden Mexico City. Barrio la Esperanza ligger 444 meter över havet och antalet invånare är 240.
Terrängen runt Barrio la Esperanza är bergig norrut, men söderut är den kuperad. Runt Barrio la Esperanza är det ganska tätbefolkat, med 86 invånare per kvadratkilometer. Närmaste större samhälle är Buenavista Loxicha, 6,3 km väster om Barrio la Esperanza. Omgivningarna runt Barrio la Esperanza är en mosaik av jordbruksmark och naturlig växtlighet.